# Simon De Jong
Pour les articles homonymes, voir De Jong.
Simon Leendert De Jong, né le 29 avril 1942 à  Soerabaja dans les Indes néerlandaises et mort le 18 août 2011 à Vancouver est un peintre, propriétaire de restaurant homme politique canadien.  Il a été député du Nouveau Parti démocratique (NPD) à la Chambre des communes du Canada de 1979 à 1997, pour les circonscriptions de Regina-Est (1979-1988) puis de Regina—Qu'Appelle (1988-1997).

## Biographie

### Carrière politique
Il est élu pour la première fois lors de l'Élection fédérale canadienne de 1979 comme député néo-démocrate de la circonscription de Regina-Est, en Saskatchewan, à la Chambre des Communes.  Il y est réélu lors de l'élection générale de 1980 et celle de 1984, puis dans la circonscription de Regina—Qu'Appelle lors de l'élection générale de 1988 et celle de 1993.
En 1989, il se présente comme candidat à la direction du NPD pour succéder à Ed Broadbent comme chef du parti. Il termine en quatrième place.
Il ne s'est pas représenté comme député lors de l'élection générale de 1997.